# Louise Welter
Louise Welter, född 1897, död 1999, var en luxemburgsk läkare. Hon blev 1923 den första kvinnliga läkaren i Luxemburg.